# وليام شيرارد
وليام شيرارد (1659-1728) (بالإنجليزية: William Sherard)‏ هو عالم نبات بريطاني.